# Andrena minutuloides
Andrena minutuloides là một loài ong trong họ Andrenidae. Loài này được Perkins miêu tả khoa học đầu tiên năm 1914.